# Ruprechtia nicaraguensis
Ruprechtia nicaraguensis är en slideväxtart som beskrevs av Pendry. Ruprechtia nicaraguensis ingår i släktet Ruprechtia och familjen slideväxter. Inga underarter finns listade i Catalogue of Life.